# 21 mars
21 mars är den 80:e dagen på året i den gregorianska kalendern (81:a under skottår). Det återstår 285 dagar av året.

## Återkommande bemärkelsedagar

### Nationaldagar
- Namibias nationaldag (till minne av självständigheten från Sydafrika 1990)

### FN-dagar
- Internationella dagen mot rasism (datumet valt till minne av Sharpevillemassakern 1960)

### Övriga
- Internationella Downs syndrom-dagen
- Internationella skogsdagen
- Världspoesidagen

## Dagens namn

### I den svenska almanackan
- Nuvarande – Bengt
- Föregående i bokstavsordning
  - Benedictus – Namnet fanns, till minne av Benedikt av Nursia, som grundade Benediktinorden, även i formen Benediktus sedan gammalt på dagens datum, men utgick 1901, då det ersattes av den modernare namnformen Bengt.
  - Bengt – Namnet har tidvis, vid sidan av Benedictus, funnits på dagens datum sedan gammalt. 1901 infördes det definitivt på dagens datum och ersatte då den äldre namnformen Benedictus. Det har funnits där sedan dess.
  - Bengta – Namnet infördes på dagens datum 1986, men utgick 1993.
  - Benita – Namnet infördes på dagens datum 1986, men utgick 1993.
  - Benny – Namnet infördes 1986 på 16 augusti, men flyttades 1993 till dagens datum och utgick 2001.
- Föregående i kronologisk ordning
  - Före 1901 – Benedictus eller Benediktus och Bengt
  - 1901–1985 – Bengt
  - 1986–1992 – Bengt, Bengta och Benita
  - 1993–2000 – Bengt och Benny
  - Från 2001 – Bengt
- Källor
  - Brylla, Eva (red.): Namnlängdsboken, Norstedts ordbok, Stockholm, 2000. ISBN 91-7227-204-X
  - af Klintberg, Bengt: Namnen i almanackan, Norstedts ordbok, Stockholm, 2001. ISBN 91-7227-292-9

### Finlandssvenska almanackan
- Nuvarande från 2020[1] – Bengt, Benita, Bengta
- I föregående revideringar[a][2]
  - 1929–1949 – Bengt, Bengta
  - 1950–1972 – Bengt
  - 1973–1988 – Bengt, Bengta
  - 1989–2019 – Bengt, Bengta, Benita

## Händelser
- 1421 – En fransk-skotsk styrka på 6 000 man besegrar en engelsk på 10 000 i slaget vid Baugé under det pågående hundraårskriget. Påven Martin V kommenterar segern med det medeltida talesättet att ”skottarna är ett gott motgift mot engelsmännen”.
- 1556 – Den protestantiske engelske ärkebiskopen av Canterbury Thomas Cranmer blir bränd på bål i Oxford. Han anses som Englands reformator, men är genom sin tro meningsmotståndare till den katolska drottning Maria. Genom att hon, tack vare hans protestantiska tro, kan anklaga honom för kätteri kan hon därigenom göra sig av med honom genom att låta avrätta honom.
- 1804 – Code Napoléon, uppkallad efter kejsar Napoleon I och utarbetad av jurister som bland andra Jean Étienne Marie Portalis, införs som civilrättslig lag i Frankrike. Den är radikal för sin tid, bland annat genom att den säger att alla ska vara lika inför lagen, att inga samhällsgrupper ska ha några privilegier över andra, att var och en ska få ha den religion man vill och att alla som har möjlighet ska betala skatt. Numera utgör den dock grunden för de flesta demokratiska lagsystem.
- 1809 – Sedan den svenske befälhavaren Georg Carl von Döbeln under det pågående finska kriget den 17 mars har dragit tillbaka sina trupper från ögruppen Åland och en rysk styrka har följt efter dem över isen till Grisslehamn på svenska fastlandet, har von Döbeln inlett förhandlingar med den ryske befälhavaren Bogdan von Knorring. Denna dag avslutas förhandlingarna och de undertecknar båda den så kallade konventionen på Åland, vilken innebär ett tillfälligt stillestånd. Vidare stipulerar den, att ryssarna inte ska beträda det västsvenska fastlandet och dra sig tillbaka från Åland, medan svenskarna lovar att inte återbefästa ögruppen. von Knorring går med på dessa villkor, då han inte vill utsätta sina trupper för den risk det innebär att gå in på västsvensk mark och den 25 drar sig ryssarna tillbaka österut från Åland.
- 1933 – Adolf Hitler och rikspresident Paul von Hindenburg närvarar vid den tyska riksdagens öppningsceremoni, den så kallade Potsdamdagen. Sammankomsten bojkottas av socialdemokraternas och kommunisternas ledamöter.
- 1960 – 69 personer blir dödade och 180 såras, när polisen öppnar eld mot svarta demonstranter i det svarta bostadsområdet Sharpeville utanför den sydafrikanska staden Vereeniging. De svarta demonstrerar mot landets särskiljande apartheidlagar, när massakern inträffar. Den leder till att de svartas organisationer, däribland Pan Africanist Congress (PAC) och African National Congress (ANC) börjar organisera massaktioner och väpnat motstånd mot den sydafrikanska vita regeringen. Dessutom fördöms apartheid för första gången från internationellt håll och FN inför handelsembargo mot Sydafrika, vilket inte hävs helt förrän apartheidsystemet är avskaffat på 1990-talet. Det leder också till att dagen numera är internationella dagen mot rasism.
- 1980 – Den amerikanske presidenten Jimmy Carter tillkännager, att USA ämnar bojkotta årets olympiska sommarspel i Moskva, som en protest mot Sovjetunionens invasion av Afghanistan i december 1979. Detta leder till att totalt 65 nationer bojkottar spelen, men det är mest små idrottsnationer från Afrika, Asien och Sydamerika. Bland västvärldens större idrottsnationer är det endast USA, Kanada och Japan, samt från Europa endast Västtyskland och Norge, som bojkottar spelen.
- 1990 – Sydvästafrika, som sedan 1915 har stått under sydafrikansk kontroll och efter andra världskriget till och med annekterades av Sydafrika, blir formellt självständigt med namnet Namibia.[3] Det blir därmed ett av de sista länderna i Afrika som uppnår självständighet från en kolonialmakt.

## Födda
- 1226 – Karl I, kung av Sicilien, Neapel, Albanien, Jerusalem och Achaea samt greve av Anjou, Maine, Provence och Forcalquier
- 1474 – Angela Merici, italienskt helgon
- 1521 – Moritz, kurfurste av Sachsen från 1547
- 1685 – Johann Sebastian Bach, tysk kompositör
- 1763 – Jean Paul, tysk författare
- 1769 – Jean-Baptiste Joseph Fourier, fransk matematiker och fysiker
- 1809 – Alessandro Gavazzi, italiensk agitator
- 1819 – Anaïs Fargueil, fransk skådespelare
- 1820 – Horace Fairbanks, amerikansk republikansk politiker, guvernör i Vermont 1876–1878
- 1830 – Fritz Arlberg, svensk operasångare och översättare
- 1833 – Carl Stål, svensk entomolog
- 1839 – Modest Musorgskij, rysk kompositör
- 1853
  - Frederick Booth-Tucker, brittisk-amerikansk tjänsteman, officer och ledare för frälsningsarmén i USA 1896–1904
  - William W. Stickney, amerikansk republikansk politiker, guvernör i Vermont 1900–1902
- 1867 – Florenz Ziegfeld, amerikansk teaterproducent
- 1869 – Albert Kahn, amerikansk arkitekt
- 1870 – Allan Serlachius, finländsk jurist och politiker
- 1871 – Ivar Widéen, svensk kyrkomusiker och tonsättare
- 1880 – Hans Hofmann, tysk-amerikansk konstnär
- 1882 – G.M. "Broncho Billy" Anderson, amerikansk skådespelare
- 1886 – Maria Fröberg, svensk målare, grafiker och mönstertecknare
- 1887 – Erich Mendelsohn, tysk expressionistisk arkitekt
- 1890 – C. Douglass Buck, amerikansk republikansk politiker, guvernör i Delaware 1929–1937, senator för samma delstat 1943–1949
- 1903 – Ruth Stevens, svensk skådespelare
- 1906 – John D. Rockefeller III, amerikansk miljardär och filantrop
- 1912 – Ghazi, kung av Irak från 1933 till 1939
- 1917 – Arne Isacsson, svensk akvarellmålare och konstpedagog
- 1918 – Patrick Lucey, amerikansk politiker och diplomat, guvernör i Wisconsin 1971–1977
- 1921
  - Paco Godia, spansk racerförare
  - Bengt Grive, svensk journalist och tv-sportkommentator
  - Vasilij Stalin, sovjetisk pilot, son till Josef Stalin
- 1922 – Russ Meyer, amerikansk regissör, producent, fotograf och manusförfattare
- 1925
  - Carl-Olof Alm, svensk skådespelare
  - Yngve Holmberg, svensk politiker, partiledare för Moderaterna 1965–1970
- 1927 – Hans-Dietrich Genscher, västtysk/tysk politiker, Västtysklands inrikesminister 1969–1974, utrikesminister och vice förbundskansler 1974–1992
- 1932
  - Walter Gilbert, amerikansk biokemist, mottagare av Nobelpriset i kemi 1980
  - Harvey Mansfield, amerikansk filosof
- 1935
  - Hubert Fichte, tysk författare
  - Brian Clough, brittisk fotbollsspelare och -manager
- 1937 – Ann Clwyd, brittisk lärare och politiker, parlamentsledamot för Labour 1983–2019
- 1939 – Christer Boustedt, svensk musiker och skådespelare
- 1942 – Françoise Dorléac, fransk skådespelare
- 1944 – Hilary Minster, brittisk skådespelare
- 1946
  - Timothy Dalton, brittisk skådespelare
  - Ray Dorset, brittisk sångare, kompositör, sångtextförfattare, musiker och gitarrist, medlem i gruppen Mungo Jerry
- 1949 – Eddie Money, amerikansk sångare och skådespelare
- 1950 – Sergej Lavrov, rysk politiker, Rysslands FN-ambassadör 1994–2004, utrikesminister 2004–
- 1951 – Paul Hodes, amerikansk demokratisk politiker
- 1955 – Jair Bolsonaro, brasiliansk politiker, Brasiliens president 2019–2023
- 1957 – Youssef Rzouga, tunisisk poet
- 1958 – Gary Oldman, brittisk skådespelare
- 1959 – Nobuo Uematsu, japansk tv-spelsmusikkompositör
- 1960 – Ayrton Senna, brasiliansk racerförare
- 1961
  - Anna Hedenmo, svensk journalist och programledare i Sveriges Television
  - Lothar Matthäus, tysk fotbollsspelare
- 1962
  - Matthew Broderick, amerikansk skådespelare
  - Rosie O'Donnell, amerikansk komiker och skådespelerska
- 1963
  - Shobhana Chandrakumar, indisk skådespelare
  - Ronald Koeman, nederländsk fotbollsspelare och -tränare
  - Tomas Tivemark, svensk skådespelare, manusförfattare, filmproducent och kompositör
- 1966 – Kenny Bräck, svensk racerförare
- 1968 – Kelly Tainton, svensk dansare och skådespelare
- 1969 – Ali Daei, iransk fotbollsspelare och -tränare
- 1980
  - Ronaldo de Assis Moreira, brasiliansk fotbollsspelare med artistnamnet Ronaldinho
  - Marit Bjørgen, norsk längdskidåkare
  - Deryck Whibley, kanadensisk musiker, musikproducent, sångare och gitarrist, medlem i gruppen Sum 41
- 1984 – Sofia Åkerman, svensk författare, sjuksköterska och föreläsare
- 1985 – Adrian Peterson, amerikansk fotbollsspelare
- 1986 – Scott Eastwood, amerikansk skådespelare
- 1989
  - Jordi Alba, spansk fotbollsspelare i FC Barcelona
  - Rochelle Wiseman, brittisk musiker, medlem i gruppen S Club 8
- 1991 – Antoine Griezmann, fransk fotbollsspelare
- 1997 – Tini, argentinsk skådespelare och dansare

## Avlidna
- 1201 – Absalon Hvide, 73, dansk statsman, kyrkoman och historiker, biskop i Roskilde 1158–1191, ärkebiskop i Lunds stift sedan 1177
- 1556 – Thomas Cranmer, 66, engelsk teolog och kyrkoman, ärkebiskop av Canterbury 1533–1555, känd som ”Englands reformator” (avrättad)
- 1617 – Pocahontas, 21 eller 22, nordamerikansk powhatanindian
- 1656 – James Ussher, 75, irländsk ärkebiskop och teolog som på 1600-talet räknade ut det exakta datumet för jordens och människans skapelse
- 1864 – Luke Howard, 91, brittisk apotekare och amatörmeteorolog, namngav de olika molntyperna
- 1881 – Anders Fryxell, 86, svensk historiker, skolman och kyrkoman, ledamot av Svenska Akademien sedan 1840
- 1904 – William Russell Grace, 71, amerikansk affärsman och politiker, grundare av företaget Grace samt borgmästare i New York 1881–1882 och 1885–1886
- 1916 – Cole Younger, 72, amerikansk bankrånare, medlem i James-Youngerligan
- 1918
  - Warner Miller, 79, amerikansk republikansk politiker, senator för New York 1881–1887
  - William V. Sullivan, 60, amerikansk advokat och demokratisk politiker, senator för Mississippi 1898–1901
- 1929 – Otto Liebe, 68, dansk politiker, Danmarks statsminister 1920
- 1933 – Paulette Duvernet, 23, fransk skådespelare
- 1945 – Arthur Nebe, 50, tysk nazistisk politiker (avrättad)
- 1948 – Gustaf Elgenstierna, 76, svensk posttjänsteman och släktforskare
- 1953 – David Sholtz, 61, amerikansk demokratisk politiker, guvernör i Florida 1933–1937
- 1956
  - Per Kaufeldt, 53, svensk fotbollsspelare och -tränare
  - Raymond E. Willis, 80, amerikansk republikansk politiker och publicist, senator för Indiana 1941–1947
- 1958 – Cyril M. Kornbluth, 34, amerikansk science fiction-författare
- 1965 – Oscar Rydqvist, 71, svensk journalist, författare, dramatiker, manusförfattare och regissör
- 1976 – Walter J. Kohler, Jr., 71, amerikansk republikansk politiker och affärsman, guvernör i Wisconsin 1951–1957
- 1978 – Cearbhall Ó Dálaigh, 67, irländsk politiker, Irlands president 1974–1976
- 1982 – Mazlum Dogan, 27, kurdisk politiker, en av grundarna av partiet Kurdistans arbetarparti
- 1984
  - Sam Leavitt, 80, amerikansk filmfotograf
  - Emil A. Lingheim, 85, svensk fotograf, ljudingenjör och regissör
  - Michael Redgrave, 76, brittisk skådespelare
- 1998
  - Blenda Bruno, 87, svensk skådespelare
  - Galina Ulanova, 88, rysk ballerina
- 1999 – Ernie Wise, 73, brittisk komiker, medlem i komikerduon Morecambe & Wise
- 2001 – Anthony Steel, 80, brittisk skådespelare
- 2002 – Herman Talmadge, 88, amerikansk demokratisk politiker, guvernör i Georgia 1947 och 1948–1955, senator för samma delstat 1957–1981
- 2007 – Sven O. Høiby, 70, norsk journalist, reklamman och förläggare, far till den norska kronprinsessan Mette-Marit
- 2008 – Gabriel París Gordillo, 98, colombiansk politiker, Colombias president 1957–1958
- 2010 – James Black, 85, brittisk farmakolog, mottagare av Nobelpriset i fysiologi eller medicin 1988
- 2011 – Nikolaj Andrianov, 58, rysk gymnast, 15-faldig olympisk guldmedaljör
- 2012 –  Kerstin Hallén, 89, svensk översättare
- 2013
  - Pietro Mennea, 60, italiensk kortdistanslöpare
  - Chinua Achebe, 82, nigeriansk författare
- 2014
  - Jack Fleck, 92, amerikansk golfspelare
  - Ignatius Zakka I Iwas, 80, irakisk patriark för den syrisk-ortodoxa kyrkan
  - James Rebhorn, 65, amerikansk skådespelare
- 2015
  - Jørgen Ingmann, 89, dansk musiker, deltog i Eurovision Song Contest 1963
  - Arnošt Klimčík, 69, tjeckisk handbollsspelare
  - Jackie Trent, 74, brittisk sångare och låtskrivare
- 2016 – Jan-Öjvind Swahn, 90, svensk folklorist och docent i etnologi
- 2017 – Colin Dexter, 86, brittisk deckarförfattare
- 2018 – Ulrica Hydman Vallien, 79, svensk glaskonstnär och målare
- 2021 – Nawal El Saadawi, 89, egyptisk författare, läkare och politisk aktivist
- 2022 – Waldemar Bergendahl, 88, svensk filmproducent
- 2025 – George Foreman, 76, amerikansk boxare